# Cranberry Soda
Cranberry Soda é o primeiro EP do músico japonês Ryuichi Kawamura, lançado em 21 de junho de 1997 pela Gai Records (Victor Entertainment). Em crítica ao álbum, o website CD Journal comentou: "as músicas calmas deixam uma impressão duradoura nos meus ouvidos."

## Desempenho comercial
Chegou ao primeiro lugar na Oricon Albums Chart, permaneceu na parada por vinte e uma semanas e é o segundo álbum mais vendido de Kawamura, atrás apenas do seguinte Love. Foi certificado disco de platina pela RIAJ por vender mais de 400 mil cópias.

## Faixas
Todos os títulos são estilizados em maiúsculas.
| N.º            | Título                         | Duração |  |
| 1.             | "Twinkle"                      | 4:05    |  |
| 2.             | "Baloon"                       | 3:57    |  |
| 3.             | "Orange"                       | 5:04    |  |
| 4.             | "Real"                         | 4:28    |  |
| 5.             | "Red" (君の前でピアノを弾こう) | 4:06    |  |
| 6.             | "Demo"                         | 1:50    |  |
| 7.             | "Se,Tsu,Na"                    | 4:00    |  |
| Duração total: | Duração total:                 | 27:33   |  |